# 카르네 메차다
카르네 메차다(스페인어: carne mechada)는 라틴아메리카의 찢은 쇠고기 스튜이다. 고기가 부드러워질 때까지 오랫동안 푹 익힌 다음 찢은 것을 볶은 향신채와 다른 채소, 향신료 등을 넣은 소스와 섞어 조리한 음식이다. 쌀밥과 콩, 플랜테인 등과 함께 내 한 끼 식사를 구성하기도 하며, 아레파, 엠파나다, 샌드위치 등의 소로 쓰이기도 한다.

## 이름
- 로파 비에하(ropa vieja) – 쿠바, 파나마, 푸에르토리코
- 카르네 데스메누사다(carne desmenuzada) – 니카라과
- 카르네 데스메차다(carne desmechada) – 콜롬비아
- 카르네 리피아다(carne ripiada) – 도미니카 공화국
- 카르네 메차다(carne mechada) – 베네수엘라

## 지역별 카르네 메차다

### 니카라과
니카라과에서는 카르네 데스메누사다(스페인어: carne desmenuzada)를 청피망, 양파, 마늘, 소금, 우스터셔 소스, 설탕, 머스터드를 넣어 만들며, 쌀밥이나 가요 핀토, 튀긴 치즈, 튀기거나 삶은 플랜테인을 곁들여 낸다.

### 도미니카 공화국
도미니카 공화국에서는 카르네 리피아다(스페인어: carne ripiada, 방언형: carne ripiá 카르네 리피아[*])를 쌀밥이나 토르티야, 감자 등과 함께 먹는다.

### 베네수엘라
베네수엘라에서는 카르네 메차다(스페인어: carne mechada)가 국민 음식 파베욘 크리오요의 중요한 한 부분이다. 안나토를 넣어 붉은 색을 내는 경우가 많다. 라라주에서는 염소고기로 만든 버전이 파타 데 그리요(스페인어: pata de grillo, 방언형: pat'e grillo 파테 그리요[*], pata e'grillo 파타 에그리요[*])라 불린다. 보통 국물이 졸아 없어질 때까지 익히며, 아침으로 먹는 경우에 아레파, 프리홀레스 레프리토스, 염소 생치즈 등을 곁들인다. 아레파에 소로 넣어 먹기도 하며, 하우다 치즈를 갈아 넣을 경우에 "아레파 펠루아(arepa pelúa)"로도 불린다. 토스타다 카로레냐(tostada caroreña)를 만드는 데도 쓰인다.

### 스페인
카나리아 제도에서는 로파 비에하에 병아리콩과 감자를 곁들인다. 쇠고기 외에도 닭고기나 돼지고기로 만들기도 한다.

### 콜롬비아
카르네 데스메차다(스페인어: carne desmechada, 방언형: carne 'esmechá 카르네 에스메차[*])는 콜롬비아의 카리브해 연안 지역에서 먹는 대표적인 음식 가운데 하나이다. 주로 아로스 이 프리홀레스와 타하다를 곁들인다. 아레파에 소로 넣어 먹기도 한다.

### 쿠바
로파 비에하가 쿠바의 국민 음식 가운데 하나이다.

## 사진

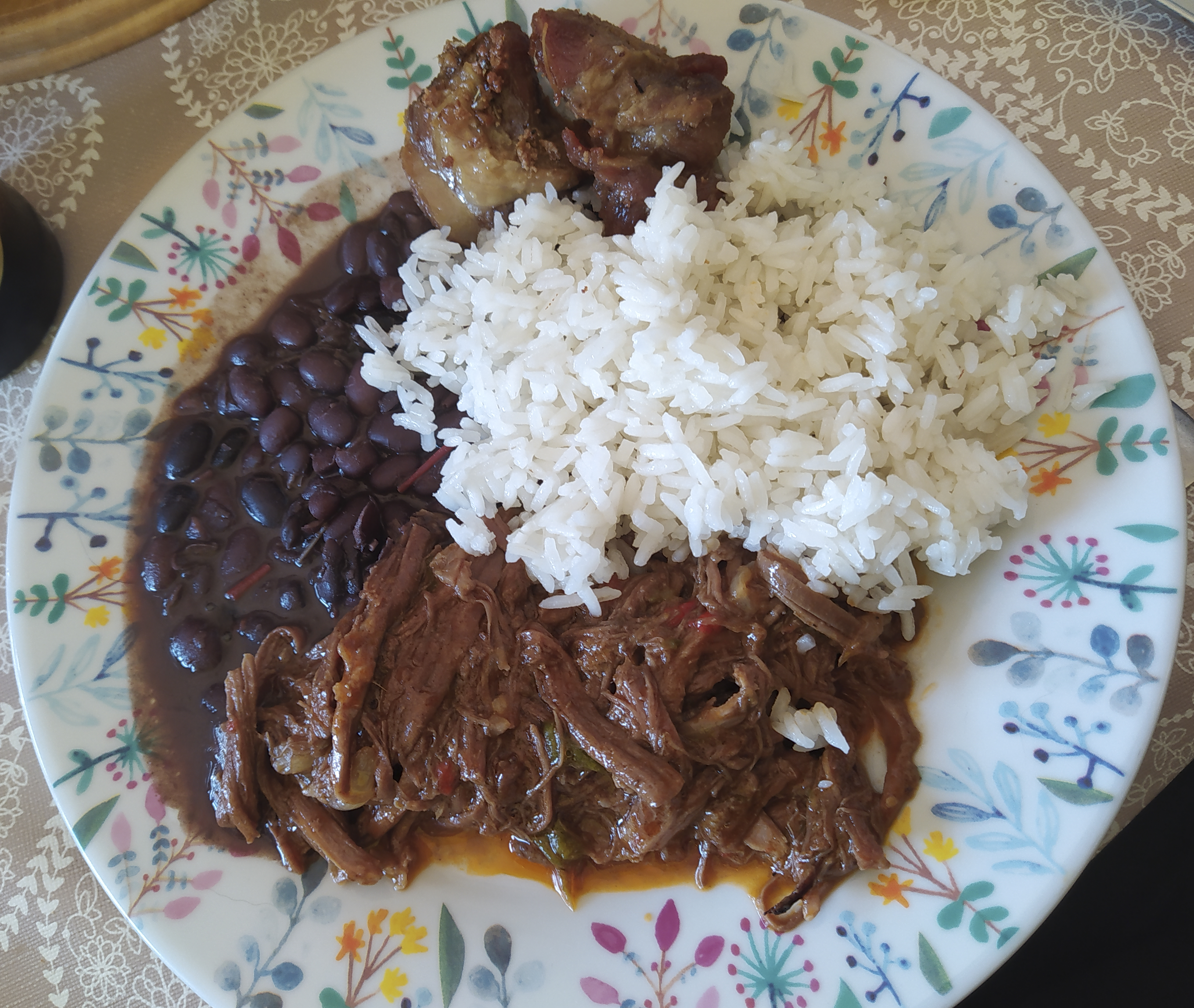
로파 비에하
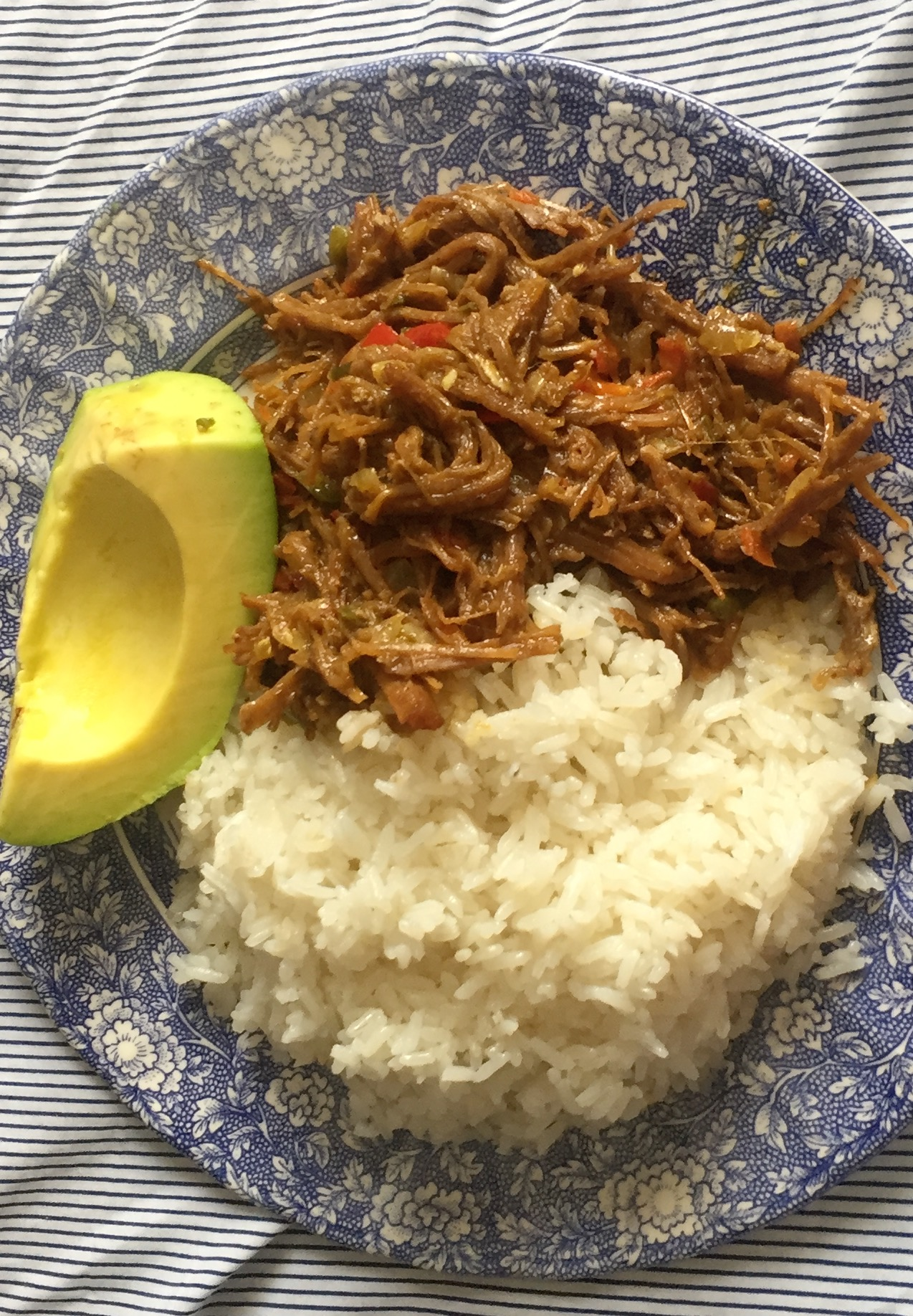
카르네 데스메차다와 쌀밥, 아보카도
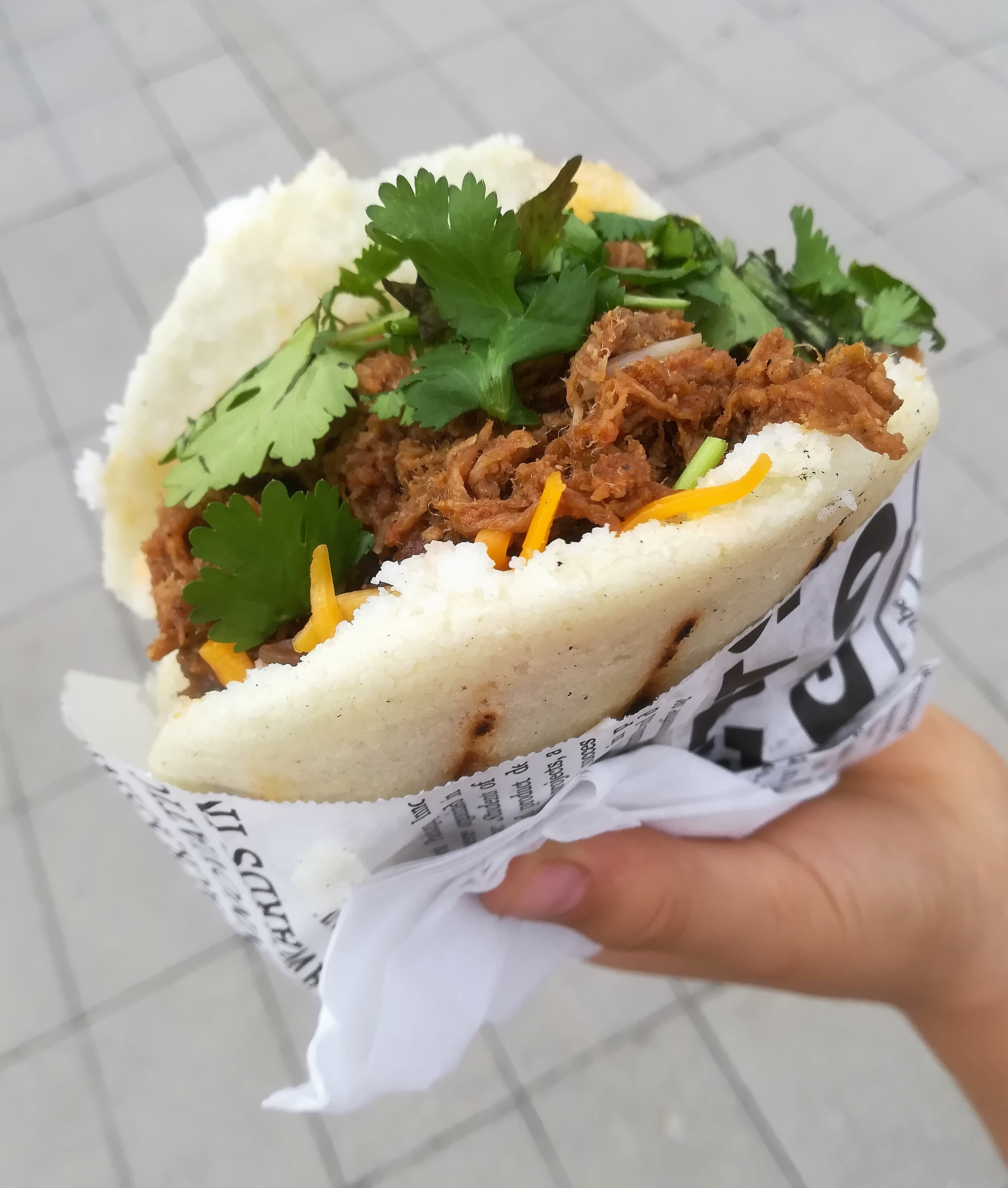
카르네 데스메차다를 소로 넣은 아레파
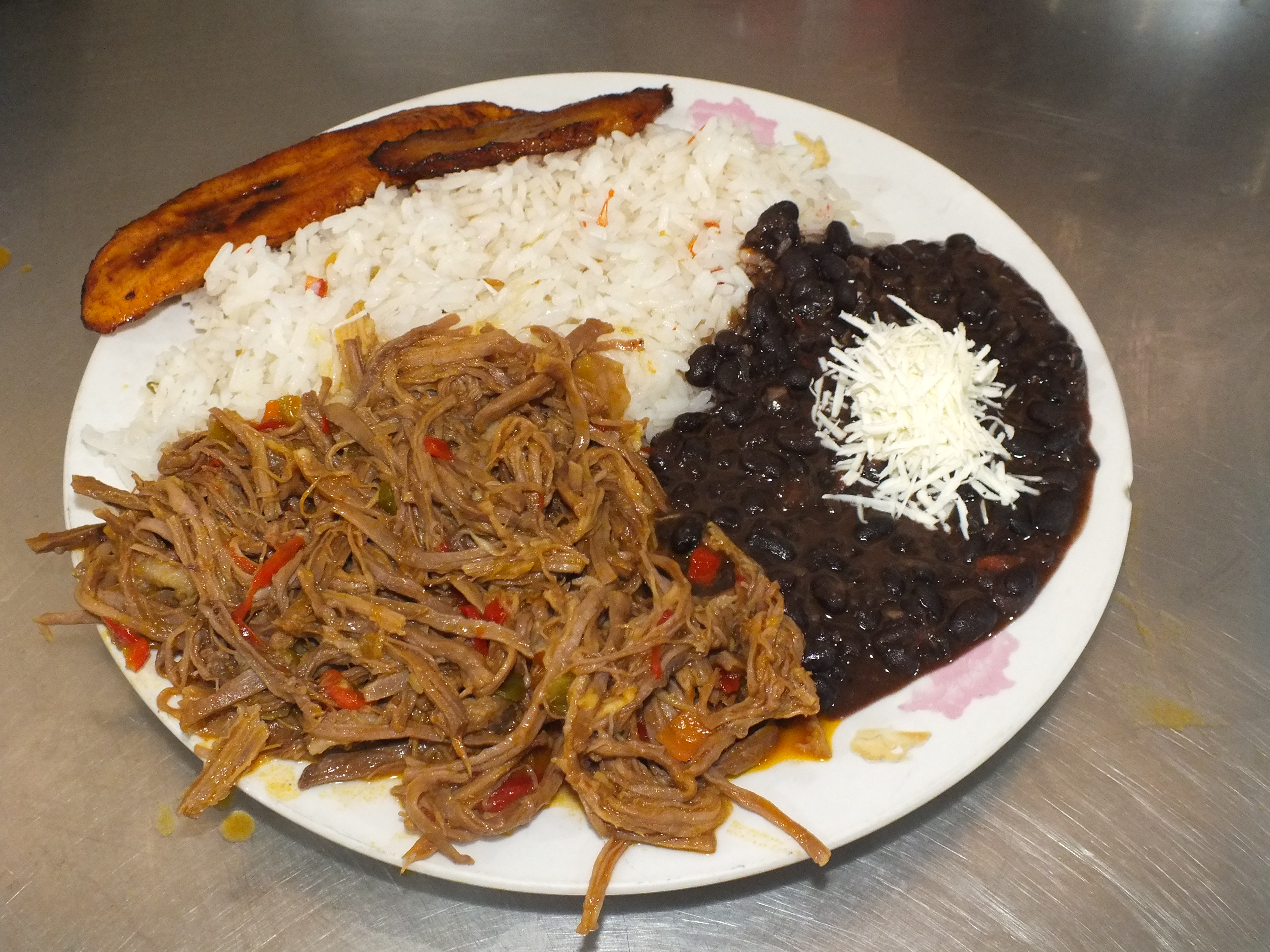
파베욘 크리오요

## 같이 보기
- 파베욘 크리오요